# المعمر (أمانة العاصمة)

تعديل مصدري - تعديل

المعمر هي إحدى قرى الجمهورية اليمنية. تتبع جغرافيا لمحافظة أمانة العاصمة وإداريًا لمديرية ضواحي الأمانة همدان. يبلغ تعداد سكانها 3736 نسمة حسب الإحصاء الذي أجري عام 2004.